# Xã Civil Bend, Quận Union, South Dakota
Xã Civil Bend (tiếng Anh: Civil Bend Township) là một xã thuộc quận Union, tiểu bang Nam Dakota, Hoa Kỳ. Năm 2010, dân số của xã này là 299 người.